# ساتراتوکسین-اچ
ساتراتوکسین-اچ (به انگلیسی: Satratoxin-H) با فرمول شیمیایی C29H36O9 یک ترکیب شیمیایی با شناسه پاب‌کم 6438478 است. که جرم مولی آن ۵۲۸٫۵۹۱ گرم بر مول می‌باشد. 